# San Isidro Ejido de Calixtlahuaca
San Isidro Ejido de Calixtlahuaca är en ort i Mexiko.   Den ligger i kommunen Toluca och delstaten Mexiko, i den sydöstra delen av landet, 60 km väster om huvudstaden Mexico City. San Isidro Ejido de Calixtlahuaca ligger 2 631 meter över havet och antalet invånare är 360.
Terrängen runt San Isidro Ejido de Calixtlahuaca är huvudsakligen platt, men åt sydost är den kuperad. Terrängen runt San Isidro Ejido de Calixtlahuaca sluttar norrut. Runt San Isidro Ejido de Calixtlahuaca är det tätbefolkat, med 683 invånare per kvadratkilometer. Närmaste större samhälle är Toluca, 12,5 km sydost om San Isidro Ejido de Calixtlahuaca. Trakten runt San Isidro Ejido de Calixtlahuaca består till största delen av jordbruksmark.